# Miracle Workers
Miracle Workers (en español: Obreros milagrosos) es una serie de televisión de comedia estadounidense, basada en la novela What in God's Name de Simon Rich, que se estrenó el 12 de febrero de 2019 en TBS. La serie fue creada por Rich y es protagonizada por Daniel Radcliffe, Steve Buscemi, Geraldine Viswanathan, Jon Bass, Karan Soni, Sasha Compère y Lolly Adefope. Las siguientes temporadas, también basadas en trabajos de Simon Rich, fueron Dark Ages (temporada 2) y Oregon Trail (temporada 3). En noviembre de 2021, la serie fue renovada para una cuarta temporada, subtitulada End Times. La cuarta temporada se estrenó el 10 de julio de 2023. En noviembre de 2023, la serie fue cancelada tras cuatro temporadas.

## Sinopsis
La primera temporada de Miracle Workers sigue a «Craig, un ángel de bajo nivel responsable de manejar todas las oraciones de la humanidad. Su jefe, Dios, prácticamente se ha concentrado en sus pasatiempos favoritos. Para evitar la destrucción de la Tierra, Craig debe lograr su milagro más imposible hasta la fecha».

## Reparto

### Principales
- Daniel Radcliffe como
  - Craig Bog (temporada 1)
  - Principe Chauncley the Pretty Cool (temporada 2)
  - Ezekiel Brown (temporada 3)
- Steve Buscemi como
  - Dios (temporada 1)
  - Edward "Eddie" Murphy Shitshoveler (temporada 2)
  - Benny the Teen (temporada 3)
- Geraldine Viswanathan como
  - Eliza Hunter (temporada 1)
  - Alexandra "Al" Shitshoveler (temporada 2)
  - Prudence Aberdeen (temporada 3)
- Karan Soni como
  - Sanjay Prince (temporada 1)
  - Lord Chris Vexler (temporada 2)
  - El pistolero (temporada 3)
- Jon Bass como
  - Sam (temporada 1)
  - Michael "Mikey" Shitshoveler (temporada 2)
  - Todd Aberdeen (temporada 3)
- Sasha Compère como Laura (temporada 1)
- Lolly Adefope como
  - Rosie (temporada 1)
  - Maggie (temporada 2)

### Invitados

#### Temporada 1
- John Reynolds como Mason
- Angela Kinsey como Gail
- Tim Meadows como Dave Shelby
- Chris Parnell como Padre de Dios
- Margaret Cho como Madre de Dios
- Tituss Burgess como Hermano de Dios
- Ruby Matenko como Hermana de Dios

#### Temporada 2
- Peter Serafinowicz como Rey Cragnoor el Descorazonado
- Tony Cavalero como Ted Carpenter
- Jessica Lowe como Mary Baker
- Jamie Demetriou como Pregonero del pueblo
- Kevin Dunn como Bert Shitshoveler
- Fred Armisen como Percival Forthwind
- Kerri Kenney-Silver como Lila
- Dee Ahluwalia como Lucas
- Jack Mosedale como Wesley Pervert
- Sinead Phelps como Trish
- Greta Lee como Princesa Vicki

#### Temporada 3
- Lamont Thompson como Granjero John
- Tammy Dahlstrom como Martha
- River Drosche como Levi
- Shay Mitchell como Purple
- Jordan Firstman como Kaya
- Mary Anne McGarry como Granny McGill
- Quinta Brunson como Trig
- Carl Tart como Lionel
- Tim Meadows como Jedidiah Noonan
- Erin Darke como Phaedra
- Jessica Lowe como Anfitriona de la taberna Branchwater
- Ron Funches como Dirty Dick Bob
- Karamo Brown como Patriota americano
- Marisa Quintanilla como Sheila
- Bobby Moynihan como Gobernador Lane
- Paul F. Tompkins como Vendedor de aceite de serpiente

#### Temporada 4
- Ithamar Enriquez como Devon
- Erin Darke como Holly
- David Dastmalchian como Ugulus Sleeze
- Annie Mumolo como Linda Sherman
- Lisa Loeb como Cantante
- Quinta Brunson como Administratora
- Jon Daly como el Dr. Crazybrainz
- Garcelle Beauvais como Madre de Freya
- Tim Heidecker como Padre de Freya
- Paul F. Tompkins como Percy
- Ego Nwodim como Belinda
- Kyle Mooney como John Christ
- Sasha Compère como Julia
- Lolly Adefope como NeuralNet

## Episodios

### Temporadas
| Temporada | Temporada | Episodios | Episodios | Emisión original      | Emisión original         |
| Temporada | Temporada | Episodios | Episodios | Primera emisión       | Última emisión           |
| --------- | --------- | --------- | --------- | --------------------- | ------------------------ |
|           | 1         | 7         | 7         | 12 de febrero de 2019 | 26 de marzo de 2019      |
|           | 2         | 10        | 10        | 28 de enero de 2020   | 31 de marzo de 2020      |
|           | 3         | 10        | 10        | 13 de julio de 2021   | 14 de septiembre de 2021 |
|           | 4         | 10        | 10        | 10 de julio de 2023   | 28 de agosto de 2023     |

### Primera temporada (2019)
| N.º en serie | N.º en temp. | Título    | Dirigido por    | Escrito por                     | Fecha de emisión original | Audiencia (millones) |
| ------------ | ------------ | --------- | --------------- | ------------------------------- | ------------------------- | -------------------- |
| 1            | 1            | «2 Weeks» | Jorma Taccone   | Simon Rich                      | 12 de febrero de 2019     | 1.20                 |
| 2            | 2            | «13 Days» | Jorma Taccone   | Cirocco Dunlap                  | 19 de febrero de 2019     | 1.03                 |
| 3            | 3            | «12 Days» | Ryan Case       | Jeff Loveness                   | 26 de febrero de 2019     | 0.94                 |
| 4            | 4            | «6 Days»  | Ryan Case       | Heather Anne Campbell           | 5 de marzo de 2019        | 0.95                 |
| 5            | 5            | «3 Days»  | Maurice Marable | Mitra Jouhari y Gary Richardson | 12 de marzo de 2019       | 0.94                 |
| 6            | 6            | «1 Day»   | Dan Schimpf     | Lucas Gardner                   | 19 de marzo de 2019       | 0.93                 |
| 7            | 7            | «1 Hour»  | Maurice Marable | Dan Mirk                        | 26 de marzo de 2019       | 0.90                 |

### Segunda temporada:Dark Ages(2020)
| N.º en serie | N.º en temp. | Título              | Dirigido por               | Escrito por    | Fecha de emisión original | Audiencia (millones) |
| ------------ | ------------ | ------------------- | -------------------------- | -------------- | ------------------------- | -------------------- |
| 8            | 1            | «Graduation»        | Jarrad Paul y Andrew Mogel | Simon Rich     | 28 de enero de 2020       | 1.10                 |
| 9            | 2            | «Help Wanted»       | Jarrad Paul y Andrew Mogel | Lucas Gardner  | 4 de febrero de 2020      | 1.10                 |
| 10           | 3            | «Road Trip»         | Daniel Gray Longino        | Anna Drezen    | 11 de febrero de 2020     | 0.81                 |
| 11           | 4            | «Internship»        | Daniel Gray Longino        | Georgie Aldaco | 18 de febrero de 2020     | 0.84                 |
| 12           | 5            | «Holiday»           | Dan Schimpf                | Lucas Gardner  | 25 de febrero de 2020     | 0.95                 |
| 13           | 6            | «Music Festival»    | Dan Schimpf                | Jen Jackson    | 3 de marzo de 2020        | 0.85                 |
| 14           | 7            | «Day in Court»      | Dan Schimpf                | Zeke Nicholson | 10 de marzo de 2020       | 0.73                 |
| 15           | 8            | «First Date»        | Steve Buscemi              | Jen Jackson    | 17 de marzo de 2020       | 0.86                 |
| 16           | 9            | «Moving Out Part 1» | Tamra Davis                | Dan Mirk       | 24 de marzo de 2020       | 0.94                 |
| 17           | 10           | «Moving Out Part 2» | Tamra Davis                | Dan Mirk       | 31 de marzo de 2020       | 0.84                 |

### Tercera temporada:Oregon Trail(2021)
| N.º en serie | N.º en temp. | Título                        | Dirigido por   | Escrito por                      | Fecha de emisión original | Audiencia (millones) |
| ------------ | ------------ | ----------------------------- | -------------- | -------------------------------- | ------------------------- | -------------------- |
| 18           | 1            | «Hittin' The Trail»           | Andrew DeYoung | Dan Mirk y Robert Padnick        | 13 de julio de 2021       | 0.79                 |
| 19           | 2            | «Fording the River»           | Steve Buscemi  | Jared Miller                     | 20 de julio de 2021       | 0.72                 |
| 20           | 3            | «Hunting Party»               | Andrew DeYoung | Zeke Nicholson                   | 27 de julio de 2021       | 0.59                 |
| 21           | 4            | «What Happens in Branchwater» | Andrew DeYoung | Taylor Cox                       | 3 de agosto de 2021       | 0.63                 |
| 22           | 5            | «Meet the Noonans»            | Dan Schimpf    | Andrew Farmer                    | 10 de agosto de 2021      | 0.86                 |
| 23           | 6            | «Independence Rock»           | Dan Schimpf    | Carrie Kemper                    | 17 de agosto de 2021      | 0.59                 |
| 24           | 7            | «White Savior»                | Blake McClure  | Kelly Lynne D'Angelo             | 24 de agosto de 2021      | 0.83                 |
| 25           | 8            | «Over the Mountain»           | Steve Buscemi  | Henry Michaels                   | 31 de agosto de 2021      | 0.69                 |
| 26           | 9            | «Stranded»                    | Claire Scanlon | Matthew Bass y Theodore Bressman | 7 de septiembre de 2021   | 0.57                 |
| 27           | 10           | «End of the Trail»            | Claire Scanlon | Robert Padnick y Dan Mirk        | 14 de septiembre de 2021  | 0.59                 |

### Cuarta temporada:End Times(2023)
| N.º en serie | N.º en temp. | Título                   | Dirigido por   | Escrito por               | Fecha de emisión original |
| ------------ | ------------ | ------------------------ | -------------- | ------------------------- | ------------------------- |
| 28           | 1            | «Welcome to Boomtown»    | David Wain     | Dan Mirk y Robert Padnick | 10 de julio de 2023       |
| 29           | 2            | «H.O.A.»                 | David Wain     | Rob Klein                 | 10 de julio de 2023       |
| 30           | 3            | «The MatriXXX»           | Heather Jack   | Ashley Wigfield           | 17 de julio de 2023       |
| 31           | 4            | «The Grouping Ceremony»  | Bill Benz      | Dan Klein                 | 17 de julio de 2023       |
| 32           | 5            | «Jim Carrey in the Park» | Bill Benz      | Nora Winslow              | 24 de julio de 2023       |
| 33           | 6            | «Olympus»                | Heather Jack   | Henry Michaels            | 31 de julio de 2023       |
| 34           | 7            | «Roland Proudheart»      | Steve Buscemi  | Tommy Do                  | 7 de agosto de 2023       |
| 35           | 8            | «Children of Women»      | Blake McClure  | Matt Walsh                | 14 de agosto de 2023      |
| 36           | 9            | «John Christ»            | Claire Scanlon | Dan Mirk                  | 21 de agosto de 2023      |
| 37           | 10           | «The End»                | Claire Scanlon | Robert Padnick            | 28 de agosto de 2023      |

## Producción

### Desarrollo
El 17 de mayo de 2017, se anunció que TBS había otorgado la producción de una serie para una primera temporada que constaba de siete episodios. La serie fue creada por Simon Rich y está basada en su novela What in God's Name. Se esperaba que los productores ejecutivos incluyeran a Rich, Lorne Michaels, Andrew Singer, Daniel Radcliffe y Owen Wilson. El 19 de octubre de 2017, se anunció que Wilson ya no sería productor ejecutivo y sería reemplazado por Steve Buscemi. El 4 de diciembre de 2018, se anunció que la serie se estrenaría el 12 de febrero de 2019.
El 15 de mayo de 2019, la serie fue renovada para una segunda temporada, que se estrenó el 28 de enero de 2020. El 6 de agosto de 2020, la serie fue renovada para una tercera temporada, que se estrenó el 13 de julio de 2021. El 3 de noviembre de 2021, TBS renovó la serie para una cuarta temporada, que se estrenó el 10 de julio de 2023. El 21 de noviembre de 2023, TBS canceló la serie tras cuatro temporadas.

### Casting
El 17 de mayo de 2017, se anunció que Daniel Radcliffe y Owen Wilson protagonizarían la serie. El 19 de octubre de 2017, se anunció que Steve Buscemi había reemplazado a Wilson en el papel de Dios, después de que este último decidiera abandonar el papel. En noviembre de 2017, se informó que Geraldine Viswanathan, Jon Bass, Karan Soni y Sasha Compère habían sido elegidos en papeles principales. El 25 de marzo de 2018, se anunció que Lolly Adefope se había unido al reparto en un papel principal. El 27 de mayo de 2021, Quinta Brunson fue elegida para un papel recurrente en la tercera temporada.

### Rodaje
El rodaje de la serie tuvo lugar entre diciembre de 2017 y enero de 2018 en Atlanta, Georgia, y sus alrededores. También se filmó en Norcross, Georgia, el 29 de diciembre de 2017 y en Piedmont Park el 16 de enero de 2018.